# Lockheed Shipbuilding and Construction Company
Lockheed Shipbuilding and Construction Company (alias Lockheed Shipbuilding) était un chantier naval situé à Seattle, dans l’État de Washington, avec le chantier naval 1 sur Harbor Island et le chantier 2 dans ce qui est aujourd’hui le Jack Block Park au terminal 5 de Seattle, tous deux situés à l’embouchure de la voie navigable ouest de la Duwamish River. Le chantier 1 a été fondé en 1898 sous le nom de Puget Sound Bridge and Dredging Company, la société qui a construit Harbor Island, et il a été racheté par Lockheed en 1959. Le chantier naval 2 a commencé à fonctionner en 1943 pour construire des navires pour l’US Navy. Le chantier naval a été définitivement fermé en 1988. Le chantier naval 2 a été vendu en 1989 et le chantier 1 en 1997, tous deux au port de Seattle.

## Historique
L’unité opérationnelle du chantier naval Lockheed se composait d’un chantier naval de 18 acres (73 000 m2) situé sur le côté ouest de Harbor Island, au 2929 16th Avenue Southwest (chantier 1) et d’un chantier naval de 45 acres (180 000 m2) à l’extrémité nord du terminal 5, au 2801 SW Florida St (chantier 2). Le chantier naval Lockheed a été une installation de construction navale des années 1930 à 1988. La cour 1 était délimitée au nord par la rue Lander sud-ouest, à l’est par la 16e Avenue sud-ouest, au sud par la propriété Fisher Mill et à l’ouest par la voie navigable ouest de la rivière Duwamish et la cour 2 était bordée par la baie Elliott au nord, l’unité opérationnelle de la voie navigable ouest de l’île Harbor à l’est, l’unité de sédiments marins de Pacific Sound Resources (PSR) à l’ouest, et le terminal 5 du port de Seattle au sud.
Dans les années 1960, le chantier naval a construit plusieurs des premiers ferries après la formation de l’Alaska Marine Highway.
Lockheed a construit plusieurs frégates de classe Knox pour la United States Navy à la fin des années 1960 et au début des années 1970. Ces navires comprenaient les USS Rathburne, USS Reasoner, USS Stein, USS Bagley et USS Robert E. Peary.
À partir du milieu des années 1960 et jusqu’en 1971, Lockheed a construit et livré sept Landing Platform Docks (LPD) des classes Cleveland et Trenton pour l’US Navy. Il s’agissait des USS Denver, USS Juneau, USS Coronado, USS Shreveport, USS Nashville, USS Trenton et USS Ponce.
Entre 1971 et 1977, Lockheed a construit deux brise-glaces de classe Polar pour la United States Coast Guard.
Lockheed a remporté le plus gros contrat de construction navale de son histoire en 1974, lorsque l’US Navy a commandé deux ravitailleurs de sous-marins pour soutenir les sous-marins nucléaires de classe Los Angeles. Une commande ultérieure annoncée en 1977 avec le lancement du navire de tête, l’USS Emory S. Land 'AS-39), a ajouté un troisième navire à la classe. L'Emory S. Land et l’USS Frank Cable (AS-40) ont rejoint la flotte en 1979, et l’USS McKee (AS-41) en 1981.
En 1978, Lockheed a remporté le contrat de construction de l’USS Whidbey Island, un navire de transport amphibie. Lockheed a livré les navires de classe Whidbey Island, l’USS Germantown et l’USS Fort McHenry, respectivement en 1986 et 1987.